# Normalni ludzie (serial telewizyjny)
Normalni ludzie (serial telewizyjny) (ang. Normal People) – irlandzki miniserial powstały na podstawie powieści o tym samym tytule autorstwa Sally Rooney, wyprodukowany dla BBC i Hulu.
Zdjęcia kręcono w Irlandii (Sligo, Dublin), Włoszech (Rzym) i Szwecji (Luleå).

## Fabuła
Serial koncentruje się głównie na złożonej relacji Connella Waldrona (Paul Mescal) i Marianne Sheridan (Daisy Edgar-Jones), którzy poznają się w liceum w miasteczku Sligo, a potem ponownie spotykają się na studiach w Trinity College w Dublinie.

## Obsada[3]

### Główna
- Paul Mescal jako Connell Waldron
- Daisy Edgar-Jones jako Marianne Sheridan

### Role drugoplanowe
- Sarah Greene jako Lorraine Waldron (matka Connella)
- Aislín McGuckin jako Denise Sheridan (matka Marianne)
- Desmond Eastwood jako Niall
- Eliot Salt jako Joanna
- India Mullen jako Peggy
- Frank Blake jako Alan Sheridan (brat Marianne)
- Niamh Lynch jako Karen
- Leah McNamara jako Rachel
- Fionn O’Shea jako Jamie
- Seán Doyle jako Eric
- Éanna Hardwicke jako Rob
- Clinton Liberty jako Kiernan
- Aoife Hinds jako Helen

## Nagrody i nominacje

### Złote Globy[4]
2021
- nominacja w kategorii najlepszy serial limitowany lub film telewizyjny
- nominacja w kategorii najlepsza aktorka w serialu limitowanym lub filmie telewizyjnym (Daisy Edgar-Jones)

### Emmy[5]
2020
- nominacja w kategorii najlepszy aktor w serialu limitowanym lub filmie telewizyjnym (Paul Mescal)
- nominacja w kategorii najlepsza reżyseria serialu limitowanego, filmu telewizyjnego lub dramatycznego programu specjalnego (Lenny Abrahamson) – za odcinek piąty
- nominacja w kategorii najlepszy dobór obsady serialu limitowanego, filmu telewizyjnego lub programu specjalnego
- nominacja w kategorii najlepszy scenariusz serialu limitowanego, filmu telewizyjnego lub dramatycznego programu specjalnego (Alice Birch, Sally Rooney) – za odcinek trzeci

### BAFTA TV[6]
2020
- BAFTA TV – najlepszy aktor
- nominacja w kategorii najlepsza aktorka
- nominacja w kategorii najlepszy miniserial
- nominacja w kategorii najlepsza reżyseria fabuły (Lenny Abrahamson) – za odcinek piąty
- nominacja w kategorii najlepsze zdjęcia i światło w fabule (Suzie Lavelle)
- nominacja w kategorii najlepszy dźwięk w fabule (Niall Brady, Niall O’Sullivan, Steve Fanagan)
- nominacja w kategorii najlepszy montaż w fabule (Nathan Nugent)